# Zundgeber
Als Zundgeber werden in Österreich Informanten bzw. Spitzel – im Speziellen aus dem (kriminellen) Milieu – bezeichnet. Finanzielle Zuwendungen werden als Zundgeld bezeichnet.
Gemäß der österreichischen Verfassung dürfen seit 2008 bezahlte V-Leute zur Aufklärung von Straftaten im kriminalpolizeilichen Bereich eingesetzt werden. Seit 2002 sind auch Nicht-Polizisten zugelassen. Auf dem Bezugszettel des Exekutivpersonals wird das Zundgeld als Auslagenersatz (Arbeitsmittel) nach Zahl 4415 angeführt.

## Etymologie
Der Begriff leitet sich aus dem Wiener Gauner-Jargon ab, wobei „Zund“ (von „Zünden“) einen (geheimen) Wink, Zeichen oder Nachricht bedeutet. Der Begriff fand unter anderem Verwendung beim Kartenspiel, wenn Informationen über das Blatt eines „Opfers“ oder über drohende Gefahren von außen weitergegeben wurden (vgl. Kiebitz).

## Trivia / Zitate
- Nach Aussage des ehemaligen Polizei-Chefinspektors Franz Pripfl pflegte man in vergangenen Tagen die Redensart „Wenn Du keinen Zundgeber hast, bist ka Kieberer.“ („Wenn du keinen Informanten hast, bist du kein Polizist“)[5]
- Ernst Hinterberger schreibt in „Mord im Prater. Ein Fall für Trautmann“: „Ohne Verbindungen geht nämlich nichts, Franzi. Ohne Zund verhungerst oft in der Luft.“[6]